# Queen's Park (Londen)
Queen's park is een civil parish in het noordwesten van Londen. Het ligt op de grens van de City of Westminster en het district Brent.

## Etymologie
Toen de wijk in 1875 werd opgeleverd werd de wijk vernoemd naar koningin Victoria. Het park dat ruim tien jaar later werd geopend kreeg dezelfde naam mee.

## Sport
Van oudsher komt ook de voetbalclub Queens Park Rangers FC uit deze wijk vandaan, zoals ook de naam impliceert. Tegenwoordig werkt de club haar wedstrijden in het nabijgelegen Shepherd's Bush af.